# 鈴ノ木ユウ
鈴ノ木 ユウ（すずのき ユウ、1973年9月4日 - ）は、日本の男性漫画家、シンガーソングライター、同人作家。
漫画家デビュー前は本名の鈴木 祐樹（すずき ゆうき）で活動していた。音楽ユニットyou two..のメンバー。妻はみみずくずの林レイナ。東京都中野区在住。
同じく漫画家のなかむらみつのりは高校時代の友人。

## 概要
1973年9月4日に山梨県甲府市にて中華料理屋の長男として生まれる。
1980年、友人から借りたゆでたまごの『キン肉マン』に衝撃を受け、1981年頃から模写を始める。
1989年に小山ゆうと吉田聡に影響を受けて同人作家として同人誌作成し、コミケにて頒布するも振るわず、いったん筆を置くことになった。
その後、7歳ごろから実家の手伝いにて鍛えられた右手を生かしてミュージシャンを目指す。東海大学教養学部芸術学科卒業後に事務所と契約し、ミュージシャンとして活動。Bambi、Spring Bell、POWDER、Bellboroとバンド活動やソロ活動を展開したが、2006年に友人の漫画家であるたまちゆきの勧めで漫画家を目指した。2007年、この時に描いた『東京フォークマン／都会の月』を『モーニング』の第52回ちばてつや賞に応募し、準入賞。
この後、2008年に妻に妊娠したことを告げられ、安定した収入を得るために2つのバイトを掛け持ちで始めたため、一時的に出版社と疎遠になる。2009年に一児をもうけ、「このままお父さんになったら、すごく疲れるな」という思いからバイトを1つに減らし、再度漫画を描いていくこととなった。
その後、2010年に第57回ちばてつや賞に『えびチャーハン』が入賞し、『モーニング』2011年31号にてデビュー。翌2011年には『モーニング』にて『おれ達のメロディ』を短期集中連載。2012年8月に『モーニング』にて短期集中連載された『コウノドリ』が好評であったため、2013年の春より連載開始。
2014年2月17日、日本テレビのテレビ番組『人生が変わる1分間の深イイ話』内で『コウノドリ』の1エピソードが実写ドラマ化され主人公・鴻鳥サクラを河相我聞が演じた。
2015年10月から『コウノドリ』が実写テレビドラマ化された。
2016年3月30日、甲府大使に委嘱された。
2016年5月16日、『コウノドリ』で第40回講談社漫画賞・一般部門受賞した。
2017年9月21日発売の「コウノドリ 命がうまれる現場から」のイラストを、同年10月13日発売の「サクラ先生が教える! コウノドリ 妊娠・出産 Q&Aブック」の絵を担当した。
2020年10月23日発売の「はじめての妊娠・出産ガイド」の絵を、漫画「リエゾン ーこどものこころ診療所ー」2巻の帯を担当した。
2023年12月23日、旧友である中尾諭介（In the Soup）と音楽ユニットyou two..を結成。2人共がギターを弾き歌うのが基本編成で、ゲストを招きバンド編成もとる。
2025年7月14日公開のコープ共済テレビCM、公式サイトにイラストを書き下ろした。
2025年7月30日配信のチャリティーサンタ「シェアケーキ」プロジェクトから初のチャリティーソング【「生まれてくれてありがとう」from ケーキのWA】のジャケット画を担当した。

## 作品
- 東京フォークマン／都会の月 - 第52回ちばてつや賞準入賞作
- えびチャーハン（『モーニング』、2010年31号） - 第57回ちばてつや賞入賞、デビュー作
- おれ達のメロディ（『モーニング』、2011年22・23合併号 - 2011年29号）
- コウノドリ （『モーニング』、2012年35号 - 2020年23号、2022年22・23合併号[13] - 同年32号、全32巻[14][15]、新型コロナウイルス編） - 2008年に妻の出産に立会い、感動。これを伝える使命を感じ、漫画化を企図する[2]。なお担当医荻田和秀がたまたまジャズピアニストであったため、その人物が主人公のモデルとなっている[2]。
- スズコーさんち（『モーニング』、2020年47号）
- 百年十色（コミックdays、原作：向井宗敏）- 絢香の楽曲から生まれたスピンオフ漫画。PVでは原案・脚本で参加[16][13]。
- 竜馬がゆく（原作・司馬遼太郎、週刊文春、2022年5月5日・12日合併号[13] - 2023年5月4日･11日号、9月28日号[17]（文春オンライン、6月22日[18] - 9月7日）-、既刊13巻）

## ディスコグラフィ
- Rainbow Fish（Spring Bell、2001年5月18日）
- SMOKY SMOKY（Spring Bell、2002年8月9日）
- WONDER6（Bambi,BIKEMEN,Spring Bell、2002年8月9日）
- 青春リアル（POWDER、2005年10月7日）
- AIR 1（Spring Bell）
- AIR 2（Spring Bell）

※他、CD-Rでリリース多数。

## you two..
ワンマンライブ
- 2023年12月23日、西早稲田BLAH BLAH BLAH（ゲスト:鈴木淳(Ba.)、ツチヤカレン(Dr.)）
- 2024年12月29日、吉祥寺スターパインズカフェ（ゲスト:Ueno Kikyo(Ba.)、ツチヤカレン(Dr.)）
- 2025年9月4日予定、ROCK JOINT GB（ゲスト:ツチヤカレン(Dr.)他）

イベント
- 2024年9月30日、北とぴあドームホール（OTOKADO『星のないプラネタリウム』）